# Il rosso e il blu
Il rosso e il blu is een Italiaanse film van Giuseppe Piccioni die werd uitgebracht in 2012.
Het scenario is gebaseerd op het boek Il rosso e il blu, cuori ed errori nella scuola italiana (2009) van Marco Lodoli.

## Samenvatting
Een middelbare school in Rome. Het verhaal cirkelt rond drie hoofdpersonages.
Giuliana Ferrario is de strenge, onberispelijke en gedreven directrice die geconfronteerd wordt met de beperkingen van het aan het begin van het jaar aan de school toegewezen budget. Ze neemt ook met veel bedachtzaamheid de moeilijkheden van een veertienjarige door zijn moeder verwaarloosde leerling ter harte.
Fiorito is de oudere gezaghebbende, scherpzinnige maar cynische leerkracht kunstgeschiedenis die ook heel autoritair en vlug geïrriteerd is. Met de jaren is hij zijn enthousiasme voor het lesgeven en de zin van zijn werk verloren en hij vindt dat de school niet meer functioneert.
Giovanni Prezioso is de jonge interimaris. Het is zijn allereerste lesopdracht en hij koestert volop hoop en idealen, idealen die al vlug botsen met de werkelijkheid.
De directrice probeert alles en iedereen in goede banen te leiden.  

## Rolverdeling
| Acteur             | Personage                                |
| ------------------ | ---------------------------------------- |
| Margherita Buy     | schooldirectrice Giuliana Ferrario       |
| Roberto Herlitzka  | Fiorito, leerkracht kunstgeschiedenis    |
| Riccardo Scamarcio | interimaris-leerkracht Giovanni Prezioso |
| Silvia D'Amico     | Angela Mordini                           |
| Davide Giordano    | Enrico Brugnoli                          |
| Nina Torresi       | Melania                                  |
| Lucia Mascino      | Elena Togani                             |